# Åge Brodtgård
Åge Brodtgård er en fiktiv person i komikerduoen Monrad & Rislunds persongalleri. 

## Liv
I duoens univers er han en legetøjsgrosserer fra Kongens Lyngby og gættemester og deltager gennem sit liv i flere quiz-shows. Bl.a. vinder han et mindre landsted i Vestjylland med tilhørende 15 hektar landbrugsjord, dog med en her i indeholdt restgæld. Brodtgård drev i en menneskealder "Brodtgårds legetøjsmagasin", hvor en af hans storsællerter var tøj til Bimser eller Bimsetøj. 
Brodtgård mister livet i en mystisk flyulykke i Satoverstyristan i det tidligere Sovjetunionen, hans død blev dog aldrig bekræftet, og hans jordiske rester aldrig lokaliseret; derfor var kisten til hans begravelse tom. Begravelsen blev alligevel gennemført med tilladelse fra ordensmagten, men dog ikke anerkendt som et ligtog, men derimod som maskerade. Før sin død, rejste Brodtgårds udenlands, men vendte tilbage til Danmark, men rejste hurtigt ud af landet igen, til Uganda, efter at han var blevet gjort bekendt med en større skattebøde.